# Zaak (Belgisch recht)
Een zaak is in het Belgisch recht een stoffelijk, materieel (lichamelijk) voorwerp waarop een patrimoniaal of vermogensrechtelijk recht kan worden toegekend. Een zaak is een goed, maar de goederen omvatten meer dan enkel zaken. Zaken zijn lichamelijke goederen. Het Belgisch Burgerlijk Wetboek geeft, in tegenstelling tot het Nederlands Burgerlijk Wetboek, geen definitie van het zaakbegrip. De invulling ervan gebeurt door rechtspraak en rechtsleer.
Dit terminologisch onderscheid heeft o.a. tot gevolg dat het zakenrecht niet gelijk mag worden gesteld met het goederenrecht. Het goederenrecht omvat niet enkel lichamelijke goederen (zaken), maar ook onlichamelijke goederen (zoals bijvoorbeeld rechten).
Zaken onderscheiden zich van artefacten aangezien op artefacten geen zakelijke rechten kunnen worden gevestigd, omdat de wet het verbiedt. Voorbeelden hiervan zijn verboden wapens, verboden verdovende middelen, de mens ... 